# 鮑里斯·利沃維奇·羅辛
鮑里斯·利沃维奇·羅辛 (俄语：Бори́с Льво́вич Ро́зинг；1869年4月23日–1933年4月20日)，為俄羅斯科學家與發明家於電視領域。

## 傳記
出生於一個荷蘭血統的家庭，羅辛首先設想使用CRT在接收端於1907年。羅辛於1907年11月26日在德國申請了專利，以及他在1911年3月2日的系統改良版本。其中一個報告發表在科學美國人以圖解與發明中的操作逐一完整說明。
羅辛的發明中延伸了保羅·尼普科夫與他的機械轉動透鏡和反射鏡系統的設計。因此，羅辛的系統中採用的機械式攝像機設備，但使用非常早期的陰極射線管（由卡爾·布勞恩在德國開發），為接收器。羅辛的布勞恩管組成了用來使電子束本身電轉移它被掃描並傳到顯示屏前兩個平行的金屬板。這兩個板電連接在攝像機中的光電管。取決於光電管的輸出，光束會進入聚光板之前被偏轉向上或向下移動。由於這種運動增大或減小的電子板之間傳遞的數目，它具有改變所述電子束的亮度的效果。該系統是原始的，但它肯定第一個實驗示範，其中陰極射線管用於電視的目的之一。弗拉基米尔·佐利金，電視技術先驅者，是羅辛的學生，並協助他在他的一些實驗室工作。
羅辛繼續他的改進電視機技術，直到1931年，這一年他因為反革命被放逐到科特拉斯，政府不准他再做研究。不過，於1932年被轉移到阿爾漢格爾斯克的地方，於阿爾漢格爾斯克林業學院開始學起物理系。羅辛於1933年在流亡中死於腦出血。